# Feddea
Feddea là một chi thực vật có hoa trong họ Cúc (Asteraceae).

## Loài
Chi Feddea gồm các loài: